# Hypericum brathys
Hypericum brathys är en johannesörtsväxtart som beskrevs av James Edward Smith. Hypericum brathys ingår i släktet johannesörter, och familjen johannesörtsväxter. Inga underarter finns listade i Catalogue of Life.